# Берестовка (река)
Берестовка — река в Петровском районе Ставропольского края. Является правым притоком реки Большая Кугульта.
Большая часть реки проходит в селе Благодатном, Петровского района Ставропольского края.

## Географические сведения
Берестовка является правым притоком реки Большая Кугульта, протекает в черте села Благодатное. Длина реки 14 км. Уклон реки — 0,016 м/км. Питание реки смешанное, родниковое, дождевое, снеговое.

## Хозяйственное использование
В черте села на реке построена дамба образующая Благодатненский пруд.